# Garly Sojo
Garly Enrique Sojo Tilvez (Caracas, 23 settembre 1999 – Caracas, 22 dicembre 2023) è stato un cestista venezuelano.

## Biografia
È morto nel sonno, a soli 24 anni, il 22 dicembre 2023, a causa di una crisi epilettica.

## Carriera

### Nazionale
Nel 2023 è stato convocato per il Mondiale e per i Giochi panamericani, conclusi al secondo posto finale.